# Dolichos fragrans
Dolichos fragrans är en ärtväxtart som beskrevs av Kerr. Dolichos fragrans ingår i släktet Dolichos och familjen ärtväxter. Inga underarter finns listade i Catalogue of Life.